# Maggie Rogers
Pour les articles homonymes, voir Rogers.
Margaret Debay Rogers, dite Maggie Rogers, est une chanteuse américaine née le 25 avril 1994 à Easton.

## Biographie

### Jeunesse et débuts
Maggie Rogers naît le 25 avril 1994 à Easton. Elle s'intéresse tôt à la musique, écrivant sa première chanson à l'âge de douze ans. Elle apprend à jouer de la harpe et de la guitare pendant son enfance puis du banjo pendant son adolescence. À dix-sept ans, elle auto-produit et publie un album, The Echo.
Alors qu'elle étudie la musique à l'université de New York, elle effectue un échange universitaire et vit quelques mois dans le Marais,. Elle déclare y avoir vécu une « expérience spirituelle » avec la musique électronique, ce qui influence sa musique, la rendant plus moderne.
De retour à New York, elle est stagiaire dans les rédactions des magazines Spin et Elle, puis devient l'une des assistantes de l'auteur Lizzy Goodman et travaille sur son ouvrage Meet Me in the Bathroom (en),,.
Dans le cadre de ses études, elle assiste à une masterclass avec Pharrell Williams, venu écouter les productions des étudiants,,. Elle lui présente la chanson Alaska (en) qu'il apprécie,. La masterclass est filmée puis diffusée sur le web,. La vidéo, postée sur la plateforme YouTube, est visionnée plus de quatre millions de fois,, ce qui pousse Maggie Rogers à publier le clip d'Alaska en octobre 2016.
En février 2017 sort le premier extended play de la chanteuse, Now That the Light Is Fading, qui contient cinq titres électro-pop et folk. L'EP est quatrième du top Heatseekers et la chanson Alaska se classe à la treizième position du top Adult Alternative Songs (en).

### Premier album
Maggie Rogers se produit sur la scène du Governors Ball Music Festival (en) le 1er juin 2018, du Festival de folk de Newport le 29 juillet 2018 et du Pilgrimage Music & Cultural Festival (en) en septembre 2018 avant d'être l'une des têtes d'affiche du All Things Go Fall Classic Festival le 6 octobre 2018.
Le 3 novembre 2018, elle est l'invitée musicale de l'émission Saturday Night Live où elle interprète Light On et Fallingwater, deux singles extraits de son premier album. Le premier se place à la neuvième position du top Adult Alternative Song à la suite de la diffusion de l'émission avant d'atteindre la première place de ce classement en janvier 2019.
En décembre 2018, elle fait la première parties de cinq dates de la tournée du groupe Mumford and Sons,. Elle enregistre également une nouvelle version de Light On et une reprise du premier single de Taylor Swift, Tim McGraw, qui sont publiées sur la plateforme de streaming Spotify le 12 décembre 2018, dans le cadre du concept des « Spotify Singles ».
Son premier album studio, Heard It in a Past Life (en), est publié le 18 janvier 2019,. La semaine de sa sortie, il se classe à la deuxième position du top Billboard 200 avec 49 000 unités et à la première position des tops Top Album Sales avec 37 000 ventes, Alternative Albums, Current Albums, Internet Albums avec 21 000 ventes digitales et Vinyl Albums avec 5 000 ventes de disques vinyle. En Australie, il atteint la huitième place du top albums. La sortie de l'album fait aussi entrer Maggie Rogers dans le Top Artist 100 de Billboard en huitième position.
Le 13 avril 2019, elle se produit dans le cadre du Coachella Festival.
En novembre 2020, elle collabore avec Phoebe Bridgers sur la reprise de Iris, originellement produite par les Goo Goo Dolls.
En 2024 , Maggie collabore avec le groupe Français l’Imperatrice sur le single Any way.

## Image publique
Le style vestimentaire normcore de Maggie Rogers la voit qualifiée d'« anti-star ».
Le chanteur américain Khalil Fong (en) cite Maggie Rogers parmi les artistes ayant inspiré son single Fake Monk.

### Style musical et influences
Lorsqu'il découvre la chanson Alaska, Pharrell Williams déclare « Je n'ai jamais entendu quelqu'un chanter comme toi, je n'ai jamais rien entendu de semblable » et compare le travail de l'étudiante à la musique de Stevie Wonder. Une journaliste du magazine Billboard compare cette même chanson au travail de Lorde et Joni Mitchell.
Un article publié sur le site web de la National Public Radio décrit le style musical de Maggie Rogers comme un mélange de folk traditionnelle, de « pop nuancée » et d'electronic dance music. Elle cite Patti Smith, Björk et Kim Gordon parmi les artistes l'ayant influencée.

### Féminisme et politique
Dans une interview accordée à RTL en 2017, Maggie Rogers affirme considérer la danse comme un « acte féministe » et vouloir faire passer un message féministe à travers ses clips vidéo : 

« Dans Dog Years, les femmes plus âgées jouent aux cartes parce que nous voulions être sûrs de les représenter dans une action non-genrée. Si elles avaient fait la cuisine ou le ménage, cela aurait été vraiment étrange. Nous voulions les représenter comme des individus entiers, actifs, forts, puissants mais surtout égaux. »

Lors d'un concert au Point Éphémère en 2017, elle chante une chanson inspirée du président américain Donald Trump et confie au public présent dans la salle qu'il s'agit d'« une chanson qui parle de mon président que je n'aime pas ».
Maggie Rogers fait partie des artistes qui dénoncent la loi interdisant l'interruption volontaire de grossesse promulguée le 15 mai 2019 par la gouverneure de l'Alabama Kay Ivey et elle reverse à l'association Yellowhammer Fund les bénéfices d'une journée de vente de produits dérivés.

## Discographie

### Album studio
- 2019 : Heard It in a Past Life (en)
- 2022 : Surrender
- 2024 : Don't Forget Me

### Albums indépendants
- 2012 : The Echo
- 2014 : Blood Ballet

### Extended play
- 2017 : Now That the Light Is Fading

### Singles
- 2016 : Alaska (en)
- 2016 : Dog Years
- 2017 : On and Off (en)
- 2017 : Split Stones (en)
- 2018 : Fallingwater
- 2018 : Give a Little
- 2018 : Light On
- 2019 : Burning
- 2024 : Any way ( feat l’Imperatrice )

### Note
1. ↑  Chaque semaine, Spotify publie deux chansons inédites enregistrées par un artiste dans leurs locaux New-Yorkais. L'une est une reprise et l'autre est une chanson originale[17].